# Неће срце
Неће срце је четрнаести студијски албум певачице Снежане Ђуришић. Објављен је 1994. године као ЦД и касета. Продуцент албума и композитор свих песама је Зоран Старчевић. Касета са девет нових песама објављена је у издању М. и Т. Старчевић, док је издавач ЦД-а дискографска кућа Pelex и садржи тринаест песама. 

## Песме на касети
| Бр. | Песма                    | Музика          | Текст                             |
| --- | ------------------------ | --------------- | --------------------------------- |
| 1.  | Погледај ме, враже мали  | Зоран Старчевић | Радмила Тодоровић, Милада Зековић |
| 2.  | Да сам волела            | Зоран Старчевић | Миомир Самуиловић                 |
| 3.  | Волим га, мајко          | Зоран Старчевић | Зоран Ђурђевић                    |
| 4.  | Остани у срцу            | Зоран Старчевић | Дездемона                         |
| 5.  | Последња песма           | Зоран Старчевић | Зоран Старчевић                   |
| 6.  | Неће срце                | Зоран Старчевић | Зоран Старчевић                   |
| 7.  | Између мене и тебе, тама | Зоран Старчевић | Миомир Самуиловић                 |
| 8.  | Пустите рањену душу      | Зоран Старчевић | Милада Зековић                    |
| 9.  | Не бих преболела         | Зоран Старчевић | Зоран Старчевић                   |

## Песме на ЦД-у
| Бр. | Песма                     |
| --- | ------------------------- |
| 1.  | Погледај ме, враже мали   |
| 2.  | Да сам волела             |
| 3.  | Волим га, мајко           |
| 4.  | Остани у срцу             |
| 5.  | Последња песма            |
| 6.  | Неће срце                 |
| 7.  | Између мене и тебе, тама  |
| 8.  | Пустите рањену душу       |
| 9.  | Не бих преболела          |
| 10. | Кад срце срцу каже збогом |
| 11. | Клео се, клео             |
| 12. | Певам за љубави старе     |
| 13. | Љубав на песку            |

## Информације о албуму
- Продуцент: Зоран Старчевић
- Аранжмани: Зоран Старчевић
- Тон-мајстор: Александар Радојичић
- Оркестар Зорана Старчевића